# Live (Asta Kask)
Live är Asta Kasks andra album, och är ett livealbum från Birkagården i Stockholm den 3 maj 1986, av Svensk audio. Live teknikerna var Per Liljegren och Assar?. Mixning av Jan Cedervall och Peter Lidström i Rosa Honungs studion. Den släpptes i 2000 ex.

## Låtar på albumet
| Nr  | Titel              | Längd | Notering |
| --- | ------------------ | ----- | -------- |
| 1.  | Sexkomplex         |       |          |
| 2.  | Sista klivet       |       |          |
| 3.  | Fänrik fjun        |       |          |
| 4.  | Dom får aldrig mig |       |          |
| 5.  | Mänskliga existens |       |          |
| 6.  | Inget ljus         |       |          |
| 7.  | AB böna & be       |       |          |
| 8.  | TV:n               |       |          |
| 9.  | Robotar lever      |       |          |
| 10. | Ångest             |       |          |
| 11. | Ringhals brinner   |       |          |